# Helge Karlsson
Helge Efraim Vincentius Karlsson, född 22 januari 1884 i Köping, Västmanlands län, död 3 december 1954 i Enskede församling, var en svensk skådespelare och teaterledare.
Karlsson scendebuterade 1905 som bondkomiker. Han engagerades senare vid flera olika teatrar i Stockholm. 1918 bildade han ett eget turnerade teatersällskap som han turnerade med i folkparkerna fram till 1934. Han filmdebuterade 1916 i Kärlek och journalistik och kom att medverka i 65 filmer.
Helge Karlsson är begravd på Skogskyrkogården i Stockholm.

## Filmografi
- 1916 – Kärlek och journalistik
- 1917 – Tösen från Stormyrtorpet
- 1917 – Alexander den Store
- 1919 – Herr Arnes pengar
- 1920 – Thora van Deken
- 1925 – Karl XII
- 1926 – Fänrik Ståls sägner-del I
- 1926 – Fänrik Ståls sägner-del II
- 1934 – Sången till henne
- 1934 – Kungliga Johansson
- 1935 – Flickornas Alfred
- 1936 – Kvartetten som sprängdes
- 1936 – 65, 66 och jag
- 1936 – Landet för folket
- 1937 – Familjen Andersson
- 1937 – John Ericsson – segraren vid Hampton Roads
- 1937 – Skicka hem nr. 7
- 1938 – Storm över skären
- 1938 – Med folket för fosterlandet
- 1938 – Kustens glada kavaljerer
- 1938 – Herr Husassistenten
- 1938 – Goda vänner och trogna grannar
- 1938 – En kvinnas ansikte
- 1939 – Midnattssolens son
- 1939 – Filmen om Emelie Högqvist
- 1939 – Oss baroner emellan
- 1939 – Melodin från Gamla Stan
- 1939 – Vi på Solgläntan
- 1939 – Skanör-Falsterbo
- 1939 – Mot nya tider
- 1939 – Gläd dig i din ungdom
- 1940 – Stål
- 1940 – Karusellen går
- 1940 – Vi Masthuggspojkar
- 1940 – Ett brott
- 1941 – Söderpojkar
- 1941 – Lasse-Maja
- 1941 – Gentlemannagangstern
- 1941 – Fransson den förskräcklige
- 1942 – Rid i natt!
- 1942 – Fallet Ingegerd Bremssen
- 1943 – Stora skrällen
- 1943 – I brist på bevis
- 1943 – Anna Lans
- 1944 – Vi bygger
- 1944 – Som folk är mest
- 1944 – Skogen är vår arvedel
- 1944 – Skeppar Jansson
- 1944 – Räkna de lyckliga stunderna blott
- 1945 – Kungliga patrasket
- 1945 – Änkeman Jarl
- 1946 – Stiliga Augusta
- 1946 – Kristin kommenderar
- 1946 – Iris och löjtnantshjärta
- 1946 – De unga tar vid
- 1946 – Bröllopet på Solö
- 1947 – Kronblom
- 1947 – Tappa inte sugen
- 1947 – Det kom en gäst
- 1947 – Försummad av sin fru
- 1948 – Känn dej som hemma
- 1948 – Hamnstad
- 1948 – De valde friheten!
- 1951 – Tull-Bom
- 1953 – Åsa-Nisse på semester

## Teater

### Roller (ej komplett)
| År   | Roll        | Produktion                                                           | Regi            | Teater                           |
| ---- | ----------- | -------------------------------------------------------------------- | --------------- | -------------------------------- |
| 1915 |             | Restaurant Pumpen, eller Tjocka Berthas bröllop, revy Emil Norlander | Emil Adami      | Kristallsalongen                 |
| 1923 |             | Ebberöds bank Axel Breidahl och Axel Frische                         | Sigurd Wallén   | Södra Teatern                    |
| 1924 |             | Ebberöds bank Axel Breidahl och Axel Frische                         | Sigurd Wallén   | Södra Teatern                    |
| 1926 | Skomakaren  | Jeppe på berget Ludvig Holberg                                       |                 | Södra Teatern                    |
| 1926 | Pelle Borg  | Dagens hjälte Carlo Keil-Möller                                      | Rune Carlsten   | Södra Teatern                    |
| 1926 |             | Damen utan slöja August Neidhart, Lothar Sachs och Byjacco           | Oskar Textorius | Södra Teatern                    |
| 1926 | Medverkande | Kör till Södran, revy                                                |                 | Södra Teatern                    |
| 1935 |             | Filip den store Oscar Rydqvist                                       |                 | Vanadislundens friluftsteater\|} |
| 1937 |             | Tre trallande trubadurer Ernst Berge                                 |                 | Vanadislundens friluftsteater    |
| 1938 |             | Kärlek och cirkus Gideon Wahlberg                                    | Gideon Wahlberg | Tantolundens friluftsteater      |
| 1938 |             | Stockholmsfilurer Gideon Wahlberg                                    | Gideon Wahlberg | Odeonteatern, Stockholm          |
| 1939 |             | Luftman & C:o Gideon Wahlberg                                        |                 | Odeonteatern, Stockholm          |
| 1939 |             | Friar'n från Kisa Sigge Fischer                                      |                 | Odeonteatern, Stockholm          |
| 1939 |             | Kärlek och guldfeber Gideon Wahlberg                                 |                 | Tantolundens friluftsteater      |
| 1940 |             | De tre malajerna Gideon Wahlberg                                     |                 | Tantolundens friluftsteater      |